# Aptidão física

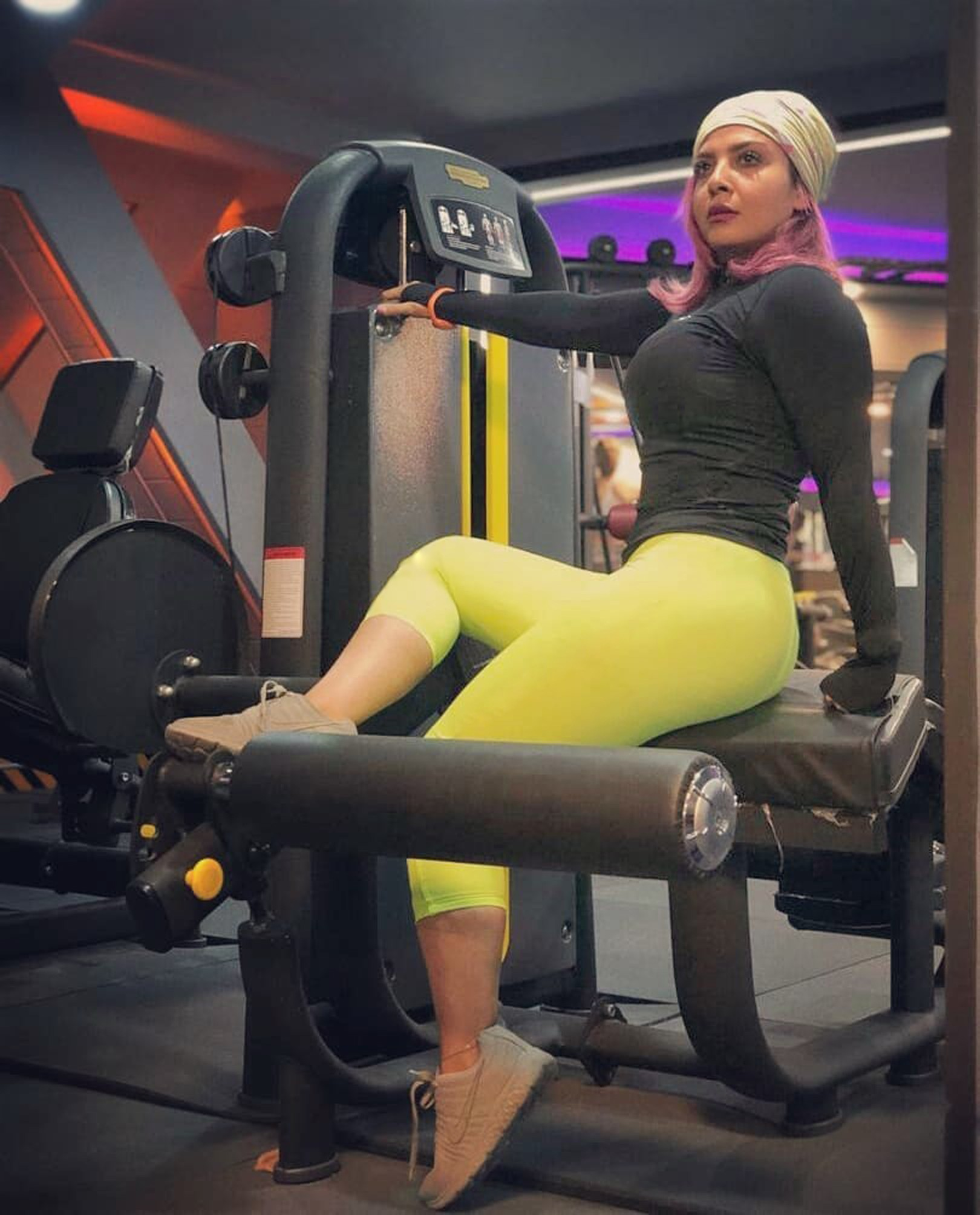
Fitness (aptidão física).

Aptidão física é o estado de quem pratica exercício físico para manter um bom estado de saúde. É semelhante ao ideal grego de ‘kalokagatia’, ou síntese do bom e do bonito.
Atualmente o condicionamento físico implica múltiplos fatores que podem ser resumidos perfeitamente no ideal grego: uma melhora da condição física geral com sua consequente alteração do aspecto físico, através de um sistema de treinamento individualizado, ⁣ nutrição adequada e descanso apropriado.